# Dasht-e Bozorg
Dasht-e Bozorg (persiska: دشت بزرگ) är en ort i Iran.   Den ligger i provinsen Khuzestan, i den centrala delen av landet, 500 km sydväst om huvudstaden Teheran. Dasht-e Bozorg ligger 68 meter över havet och antalet invånare är 804.
Terrängen runt Dasht-e Bozorg är platt västerut, men österut är den kuperad. Runt Dasht-e Bozorg är det ganska tätbefolkat, med 80 invånare per kvadratkilometer. Närmaste större samhälle är Shūshtar, 10,4 km sydväst om Dasht-e Bozorg. Omgivningarna runt Dasht-e Bozorg är i huvudsak ett öppet busklandskap.